# Julius L. Shaneson
Julius L. Shaneson (né le 24 juillet 1944 à Richmond, Virginie) est un mathématicien américain. Il travaille à l'Université de Pennsylvanie, où il est directeur du département de 2002 à 2006 et est actuellement professeur de mathématiques de la promotion 1939.

## Biographie
Shaneson obtient son doctorat en 1968 de l'Université de Chicago, sous la direction de Melvin Rothenberg. Il enseigne à l'Université Rutgers avant de rejoindre l'Université de Pennsylvanie et dirige notamment la thèse d'Abigail Thompson.
Shaneson est boursier Guggenheim en 1981. Il est conférencier invité au Congrès international des mathématiciens en 1982 et 1996. En mars 2005, une conférence a lieu au Courant Institute of Mathematical Sciences de l'Université de New York, en l'honneur de son 60e anniversaire.
Il est inclus dans la classe 2019 des boursiers de l'American Mathematical Society "pour ses contributions à la topologie".